# Mu Arae
Mu Arae (μ Ara / μ Arae), o Cervantes, è una stella di colore giallo-arancio (classe spettrale G3), molto simile al nostro Sole. Si trova a 49,8 anni luce ed è appena visibile ad occhio nudo (magnitudine apparente 5,1) dall'emisfero meridionale, nella costellazione dell'Altare. Si stima che abbia una massa pari al 108% di quella solare e che sia circa del 32% più grande. Ha circa 1,7 volte la luminosità del Sole e si ritiene che sia più antica, in lenta migrazione verso la fase di subgigante della sua evoluzione stellare. μ Arae è una stella ricca in metalli, anche più del nostro Sole.
Sono stati scoperti almeno tre pianeti extrasolari orbitanti attorno a μ Arae, includendo uno che gli scienziati ritengono essere il primo pianeta extrasolare roccioso scoperto attorno ad una stella della sequenza principale. È stata recentemente ipotizzata la presenza di un quarto pianeta, che spiegherebbe alcune particolarità nella velocità radiale dell'astro.

## Osservazione
Si tratta di una stella situata nell'emisfero celeste australe. La sua posizione è fortemente australe e ciò comporta che la stella sia osservabile prevalentemente dall'emisfero sud, dove si presenta circumpolare anche da gran parte delle regioni temperate; dall'emisfero nord la sua visibilità è invece limitata alle regioni temperate inferiori e alla fascia tropicale. La sua magnitudine pari a 5,1 fa sì che possa essere scorta solo con un cielo sufficientemente libero dagli effetti dell'inquinamento luminoso.
Il periodo migliore per la sua osservazione nel cielo serale ricade nei mesi compresi fra maggio e settembre; nell'emisfero sud è visibile anche per gran parte della primavera, grazie alla declinazione australe della stella, mentre nell'emisfero nord può essere osservata limitatamente durante i mesi estivi boreali.

## Caratteristiche della stella
Si ritiene che μ Arae abbia una massa lievemente maggiore di quella del Sole (circa 1,10 masse solari). È estremamente ricca di elementi pesanti, in particolar modo di ferro, ed ha una temperatura superficiale di circa 5800 K, dunque molto simile al Sole. La stella ha un raggio più grande del 31,5% rispetto a quello solare e una luminosità del 75% maggiore.
Data la sua età, stimata sulla base delle osservazioni in 6.410 milioni di anni, il livello di attività nella sua cromosfera sarebbe in fase di declino.
La stella è di classe spettrale G3 IV–V; da ciò si evince che ha un colore giallo, simile a quello del Sole, di classe G2 V. L'astro sarebbe in procinto di entrare nello stadio evolutivo di subgigante, poiché l'idrogeno del nucleo inizia a scarseggiare; ciò si riflette sulla sua incerta classe di luminosità, tra IV (subgiganti) e V (nane di sequenza principale, come il Sole).

## Sistema planetario
La stella possiede un sistema planetario costituito da quattro pianeti. Si ritiene che due siano giganti gassosi, e che gli altri due siano dei pianeti terrestri (forse delle super Terre), oppure giganti gassosi di piccola massa, simili a Nettuno.

### Scoperta
L'équipe dell' Anglo-Australian Planet Search annunciò nel 2001 la scoperta di un pianeta extrasolare attorno a μ Arae, in concomitanza con quello di ε Reticuli. Il pianeta, denominato Mu Arae b, possiede un'orbita piuttosto eccentrica, che compie in 743 giorni. La scoperta è stata effettuata mediante l'analisi delle variazioni nella velocità radiale della stella, dovute all'attrazione gravitazionale del pianeta; le misurazioni sono state condotte osservando l'effetto Doppler delle linee spettrali della stella.
Le osservazioni successive rivelarono la presenza di un secondo oggetto nel sistema (Mu Arae c), avente un'orbita molto eccentrica completata dal corpo celeste in 8,5 anni. La sua scoperta fu pubblicata nel 2004.
Nello stesso anno fu scoperto, tramite lo spettrografo ad alta precisione High Accuracy Radial Velocity Planet Searcher (HARPS), un pianeta più piccolo, posto molto più vicino alla stella rispetto agli altri due, denominato Mu Arae d. Alla sua scoperta gli fu attribuita una massa pari ad Urano, il che lo rende il prototipo di una classe di pianeti denominati hot Neptune (dall'inglese Nettuni caldi).
Nel 2006 due team, uno capitanato da Krzysztof Goździewski, l'altro da Francesco Pepe, presero in considerazione indipendentemente l'ipotesi che vi fosse un quarto pianeta, postulato per giustificare delle inspiegabili variazioni nella velocità radiale della stella. Chiamato Mu Arae e, si troverebbe a una distanza di circa una unità astronomica in un'orbita quasi circolare che completerebbe in circa 311 giorni.
Il modello a quattro pianeti modifica alcuni parametri dei pianeti precedentemente scoperti, che si trovano ad avere così delle minori eccentricità orbitali. La scoperta del quarto pianeta rende Mu Arae il secondo sistema planetario extrasolare per numero di pianeti, dopo 55 Cancri.

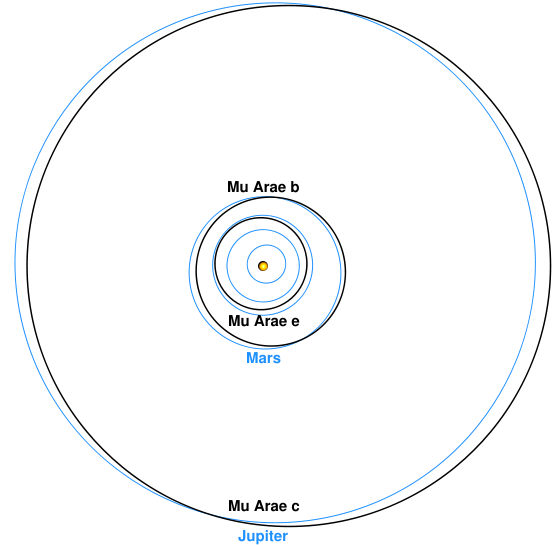
Le orbite dei tre pianeti più esterni di Mu Arae confrontate col Sistema solare (la stella non è in scala).

### Struttura del sistema
Il sistema di Mu Arae consta di un pianeta più interno, di massa paragonabile a Urano, con periodo di 9 giorni, e tre pianeti massicci, probabilmente giganti gassosi, disposti in orbite più larghe, quasi circolari, in contrasto con la grande eccentricità osservata negli esopianeti a lungo periodo. Il pianeta interno sarebbe forse un pianeta ctonio, cioè il nucleo di un gigante gassoso privato della sua atmosfera dalla forte radiazione stellare, oppure una super Terra, vale a dire un massiccio pianeta di tipo roccioso.
I pianeti "e" e "b" sono posti abbastanza vicini, a una risonanza orbitale di 2:1, che fa sì che vadano incontro a reciproche interazioni. Pertanto gli astronomi convengono sul fatto che il sistema sia instabile; le simulazioni al computer suggeriscono addirittura che il sistema sarà distrutto tra 78 milioni di anni, dunque un tempo relativamente breve rispetto all'età stimata del sistema.
Le ricerche effettuate non hanno dimostrato se sia presente o meno un disco circumstellare simile alla cintura di Kuiper, ma, se dovesse possederla, sarebbe troppo debole per essere visualizzata con le attuali tecnologie.
| Pianeta       | Massa       | Periodo orb.           | Sem. maggiore | Scoperta |
| ------------- | ----------- | ---------------------- | ------------- | -------- |
| c (Dulcinea)  | >0,03321 MJ | 9,6386 ± 0,0015 giorni | 0,09094 UA    | 2004     |
| d (Rocinante) | >0,5219 MJ  | 310,55 ± 0,83 giorni   | 0,921 UA      | 2004     |
| b (Quijote)   | >1,676 MJ   | 643,25 ± 0,90 giorni   | 1,497 UA      | 2000     |
| e (Sancho)    | >1,814 MJ   | 4205,8 ± 758,9 giorni  | 5,235 UA      | 2006     |

### Abitabilità
Mu Arae b è situato nella zona abitabile, ovvero in quella regione attorno alla stella in cui è possibile che l'acqua sia allo stato liquido. È possibile che qualche satellite abbastanza esteso o qualche asteroide troiano posto nell'orbita del gigante gassoso possa supportare la presenza di acqua in forma liquida. D'altra parte non è chiaro se lune abbastanza massicce si possano formare attorno a un gigante gassoso, dato che sembra esistere un'apparente correlazione tra la massa del pianeta e il suo sistema di satelliti. Inoltre le misurazioni effettuate sul flusso ultravioletto della stella suggeriscono che un ipotetico troiano o satellite abitabile potrebbe non ricevere un'adeguata quantità di ultravioletti per la sintesi di biomolecole.

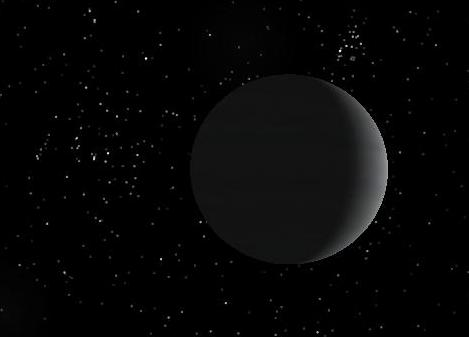
Mu Arae b visto in una simulazione di Celestia

Mu Arae e, secondo le recenti stime, dovrebbe trovarsi in una regione in cui riceverebbe un irraggiamento ultravioletto simile a quello della Terra, anche se forse il calore è un tantino eccessivo perché qualche satellite riesca a mantenere l'acqua in forma liquida.

### Il problema della nomenclatura planetaria
Le convenzioni adottate per quanto riguarda la nomenclatura dei pianeti extrasolari suggeriscono di denominare i pianeti con le lettere dell'alfabeto latino a partire dalla b e procedendo in base alla data di scoperta. Questo è il sistema adottato dal gruppo di Goździewski, ed è stato usato in questa voce per questioni di compatibilità con le designazioni utilizzate in precedenza per il modello a tre pianeti.
Dall'altra parte, il team di Pepe ha proposto una modifica del sistema designativo, in cui i pianeti sono designati in ordine di caratterizzazione. I parametri dei pianeti esterni risultavano alquanto forzati fino all'introduzione del modello quadriplanetario, che diede luogo a un cambiamento dei nomi dei pianeti del sistema di Mu Arae. Entrambe le nomenclature denominano "b" il pianeta che orbita in 670 giorni; il sistema di Pepe però designa "c" il pianeta che orbita in 9 giorni, "d" quello che orbita in 310 giorni ed "e" il pianeta più esterno.
La questione su quale sia la nomenclatura più corretta resterà aperta fino ad un eventuale pronunciamento dell'Unione Astronomica Internazionale, che non ha stabilito peraltro norme precise sulla designazione degli esopianeti.